# Кендал Вест (Флорида)
Кендал Вест (енгл. Kendall West) насељено је место без административног статуса у америчкој савезној држави Флорида.

## Демографија
По попису из 2010. године број становника је 36.154, што је 1.88 (-4,9%) становника мање него 2000. године.
| Група             | 2000.          | 2010.          |
| Белци             | 5.812 (15,3%)  | 2.982 (8,2%)   |
| Афроамериканци    | 1.609 (4,2%)   | 1.163 (3,2%)   |
| Азијати           | 564 (1,5%)     | 426 (1,2%)     |
| Хиспаноамериканци | 30.060 (79,0%) | 31.912 (88,3%) |
| Укупно            | 38.034         | 36.154         |